# Poste totêmico

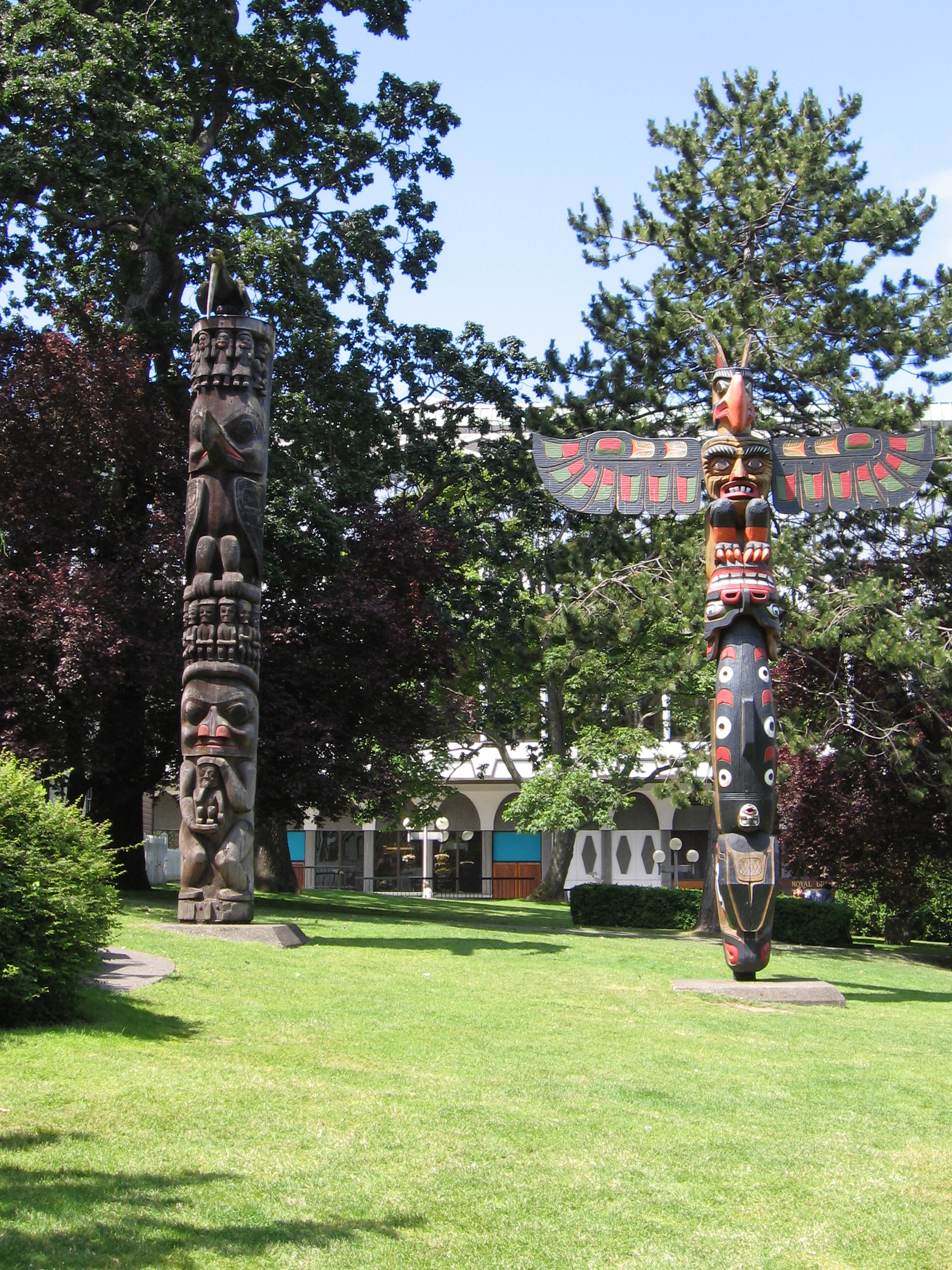
Um mastro Gitxsan (à esquerda) e um mastro Kwakwakaʼwakw (à direita) no Thunderbird Park em Vitória, Colúmbia Britânica, Canadá.

Os postes totêmicos (Haida: gyáaʼaang) são esculturas monumentais encontradas no oeste do Canadá e no noroeste dos Estados Unidos. Eles são um tipo de arte da costa noroeste, consistindo em postes, colunas ou pilares esculpidos com símbolos ou figuras. Em geral, são feitos de árvores grandes, principalmente cedro vermelho ocidental, pelas Primeiras Nações e povos indígenas da costa noroeste do Pacífico, incluindo as comunidades Haida, Tlingit e Tsimshian da costa noroeste no sudeste do Alasca e na Colúmbia Britânica, as comunidades Kwakwakaʼwakw e Nuu-chah-nulth no sul da Colúmbia Britânica e as comunidades Salish da Costa em Washington e na Colúmbia Britânica.
A palavra totem deriva da palavra algonquina odoodem [oˈtuːtɛm], que significa "seu grupo de parentesco". As esculturas podem simbolizar ou comemorar ancestrais, crenças culturais que contam lendas familiares, linhagens de clãs ou eventos notáveis. Os postes também podem servir como características arquitetônicas funcionais, sinais de boas-vindas para os visitantes da aldeia, recipientes mortuários para os restos mortais de ancestrais falecidos ou como meio de ridicularizar alguém publicamente. Eles podem incorporar uma narrativa histórica de importância para as pessoas que esculpiram e instalaram o poste. Dada a complexidade e os significados simbólicos dessas várias esculturas, sua colocação e importância estão no conhecimento e na conexão do observador com os significados das figuras e da cultura na qual elas estão inseridas. Ao contrário do que se pensa erroneamente, elas não são adoradas nem objeto de prática espiritual.

## História

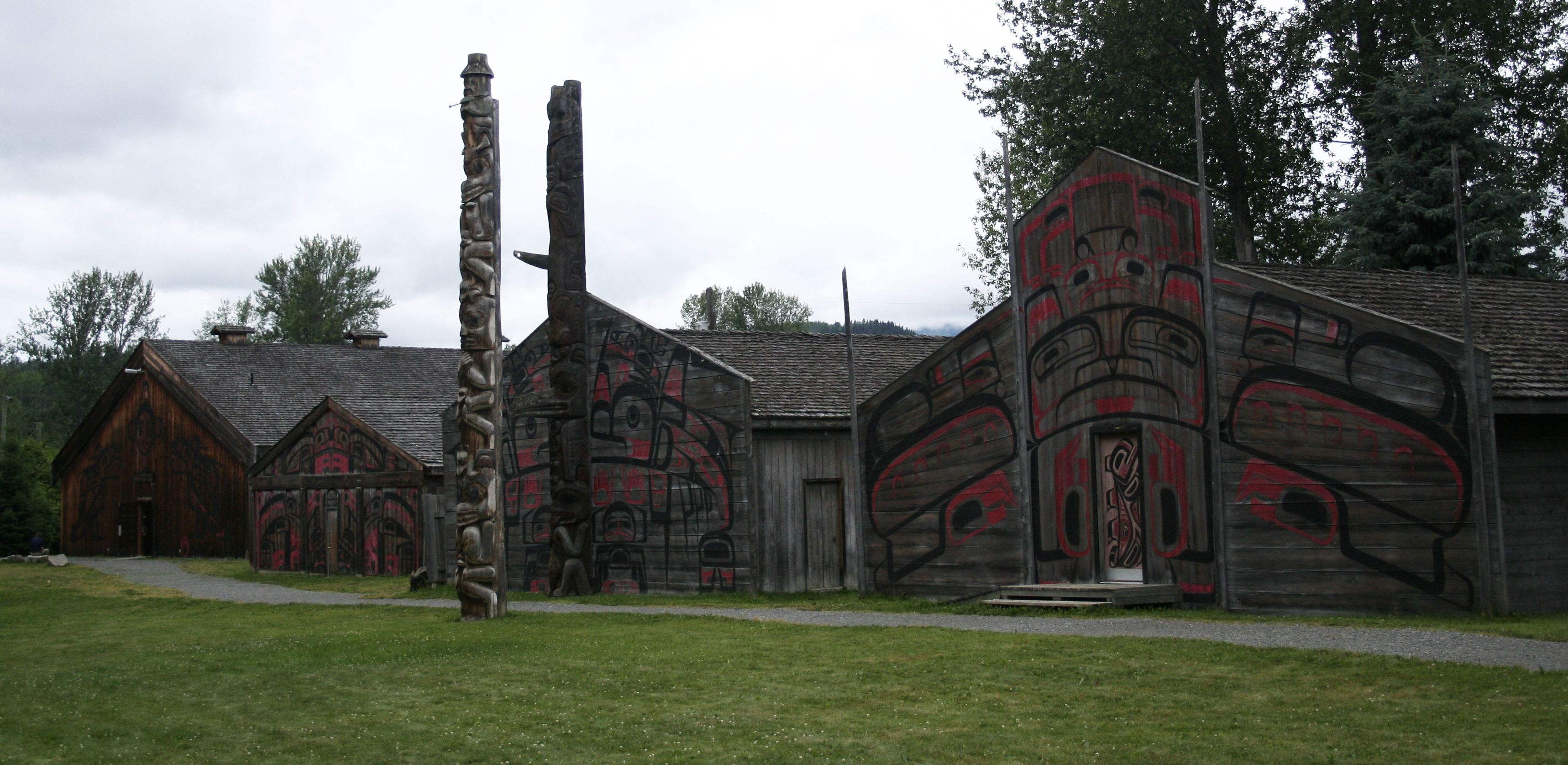
Postes de totem e casas em ʼKsan, perto de Hazelton, Colúmbia Britânica.

Os mastros de totem servem como ilustrações importantes da linhagem familiar e do patrimônio cultural dos povos indígenas nas ilhas e áreas costeiras do noroeste do Pacífico da América do Norte, especialmente na Colúmbia Britânica, Canadá, e nas áreas costeiras de Washington e sudeste do Alasca, nos Estados Unidos. As famílias de entalhadores tradicionais vêm dos povos Haida, Tlingit, Tsimshian, Kwakwakaʼwakw (Kwakiutl), Nuxalk (Bella Coola) e Nuu-chah-nulth (Nootka), entre outros. Os mastros são normalmente entalhados nos troncos altamente resistentes à podridão das árvores Thuja plicata (popularmente conhecidas como cedro gigante ou cedro vermelho ocidental), que acabam se deteriorando no clima úmido e chuvoso do noroeste do Pacífico. Devido ao clima da região e à natureza dos materiais usados para fazer os postes, restam poucos exemplos esculpidos antes de 1900. Exemplos dignos de nota, alguns datados de 1880, incluem os do Museu Real da Colúmbia Britânica em Vitória, do Museum of Anthropology da UBC em Vancouver, do Museu Canadense de História em Gatineau e do Totem Heritage Center em Ketchikan, Alasca.
Os totens são os maiores, mas não os únicos, objetos que os nativos da costa do noroeste do Pacífico usam para representar reverência espiritual, lendas familiares, seres sagrados e animais, pessoas ou eventos históricos culturalmente importantes. Os postes independentes vistos pelos primeiros exploradores europeus da região provavelmente foram precedidos por uma longa história de entalhes decorativos. As características estilísticas desses postes foram emprestadas de protótipos anteriores, menores, ou dos postes de suporte interno das vigas das casas.
Embora os relatos do século XVIII de exploradores europeus que viajavam ao longo da costa indiquem a existência de postes decorados no interior e no exterior de casas antes de 1800, os postes eram menores e em menor número do que nas décadas seguintes. Antes do século XIX, a falta de ferramentas eficientes de entalhe, juntamente com riqueza suficiente e tempo livre para se dedicar ao ofício, atrasou o desenvolvimento de postes autônomos com entalhes elaborados. Antes da chegada do ferro e do aço à região, os artistas usavam ferramentas feitas de pedra, conchas ou dentes de castor para entalhar. O processo era lento e trabalhoso; os machados eram desconhecidos. No final do século XVIII, o uso de ferramentas de corte de metal possibilitou esculturas mais complexas e o aumento da produção de postes totêmicos. Os postes altos e monumentais que aparecem na frente das casas nos vilarejos costeiros provavelmente só surgiram depois do início do século XIX.
Eddie Malin propôs que os totens passaram de postes de casas, recipientes funerários e marcadores de memória a símbolos de riqueza e prestígio de clãs e famílias. Ele argumenta que o povo Haida das ilhas de Haida Gwaii originou a escultura dos postes e que a prática se espalhou para os Tsimshian e Tlingit e, depois, pela costa até os povos indígenas da Colúmbia Britânica e do norte de Washington. A teoria de Malin é apoiada pela documentação fotográfica da história cultural da costa noroeste do Pacífico e pelos designs mais sofisticados dos postes Haida.
Relatos dos anos 1700 descrevem e ilustram postes esculpidos e casas de madeira ao longo da costa do noroeste do Pacífico. No início do século XIX, a importação generalizada de ferramentas de ferro e aço da Grã-Bretanha, dos Estados Unidos e de outros lugares facilitou e acelerou a produção de produtos de madeira esculpida, inclusive postes.

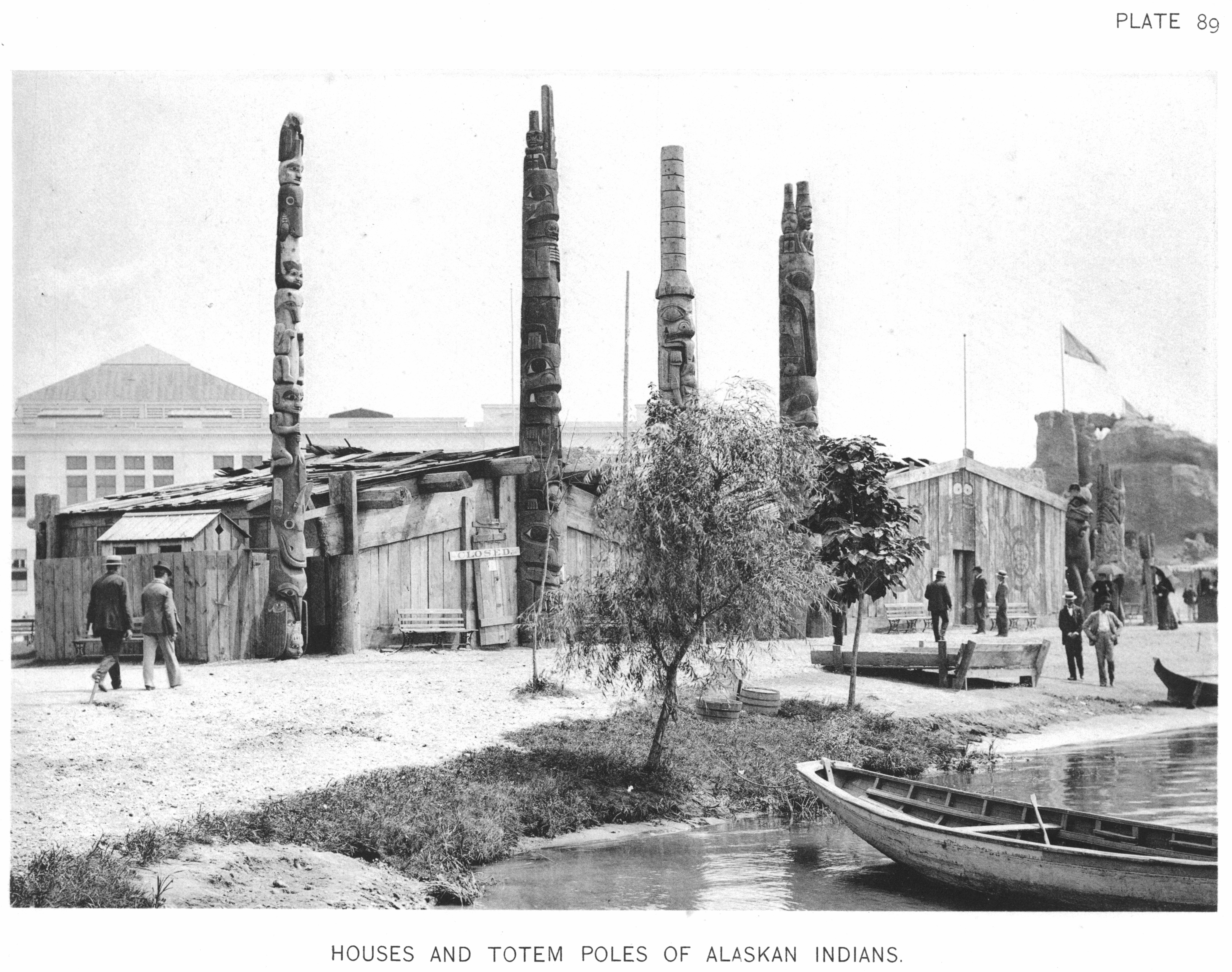
Postes de totem do Alasca na Exposição Mundial Colombiana de Chicago de 1893

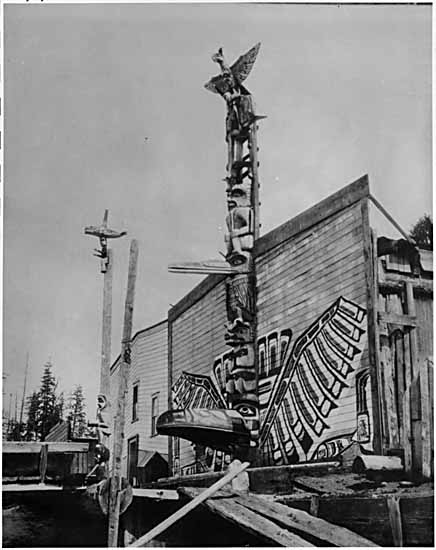
Postes de totem em frente às casas em Alert Bay, Colúmbia Britânica, nos anos 1900

No século XIX, o comércio e a colonização americana e europeia levaram inicialmente ao crescimento da escultura de totens, mas as políticas e práticas de aculturação e assimilação dos Estados Unidos e do Canadá causaram um declínio no desenvolvimento das culturas dos nativos do Alasca e das Primeiras Nações e de seus artesanatos, reduzindo drasticamente a produção de totens no final do século. Entre 1830 e 1880, o comércio marítimo de peles, a mineração e a pesca deram origem a um acúmulo de riquezas entre os povos costeiros, grande parte das quais foi gasta e distribuída em luxuosas celebrações de potlatch, frequentemente associadas à construção e montagem de totens, postes monumentais encomendados por líderes de famílias ricas para representar seu status social e a importância de suas famílias e clãs. Nas décadas de 1880 e 1890, turistas, colecionadores, cientistas e naturalistas interessados na cultura indígena coletaram e fotografaram totens e outros artefatos, muitos dos quais foram exibidos em exposições como a Centennial Exposition de 1876 na Filadélfia, Pensilvânia, e a World's Columbia Exposition de 1893 em Chicago, Illinois.
No século XIX e início do século XX, antes da aprovação da American Indian Religious Freedom Act (Lei de Liberdade Religiosa dos Índios Americanos) em 1978, a prática da religião indígena era proibida, e as práticas culturais tradicionais indígenas também eram fortemente desencorajadas pelos missionários cristãos. Isso incluía a escultura de totens. Os missionários pediram aos convertidos que interrompessem a produção e destruíssem os postes existentes. Quase toda a fabricação de totens havia cessado em 1901. A escultura de postes monumentais e mortuários continuou em algumas aldeias mais remotas até 1905; no entanto, como os locais originais foram abandonados, os postes e as casas de madeira foram deixados à deterioração e ao vandalismo.
A partir do final da década de 1930, uma combinação de reavivamentos culturais, linguísticos e artísticos, juntamente com o interesse acadêmico e o fascínio e o apoio contínuos de um público educado e empático, levou a uma renovação e extensão dessa tradição artística. Em 1938, o Serviço Florestal dos Estados Unidos iniciou um programa para reconstruir e preservar os postes antigos, recuperando cerca de 200, aproximadamente um terço dos que se sabia estarem de pé no final do século XIX. Com o interesse renovado nas artes e tradições indígenas nas décadas de 1960 e 1970, totens recém-esculpidos foram erguidos em toda a costa, enquanto a produção artística relacionada foi introduzida em muitas mídias novas e tradicionais, desde bugigangas turísticas até obras-primas em madeira, pedra, vidro soprado e gravado e outras mídias tradicionais e não tradicionais.
Em junho de 2022, durante o festival bienal Celebration em Juneau, no Alasca, o Sealaska Heritage Institute revelou o primeiro totem de 360 graus no Alasca: o Sealaska Cultural Values Totem Pole, com 6,7 metros de altura (22 pés). A estrutura, esculpida em um cedro de 600 anos, "representa todas as três tribos do sudeste do Alasca - Lingít, Haida e Tsimshian".

## Significado e propósito

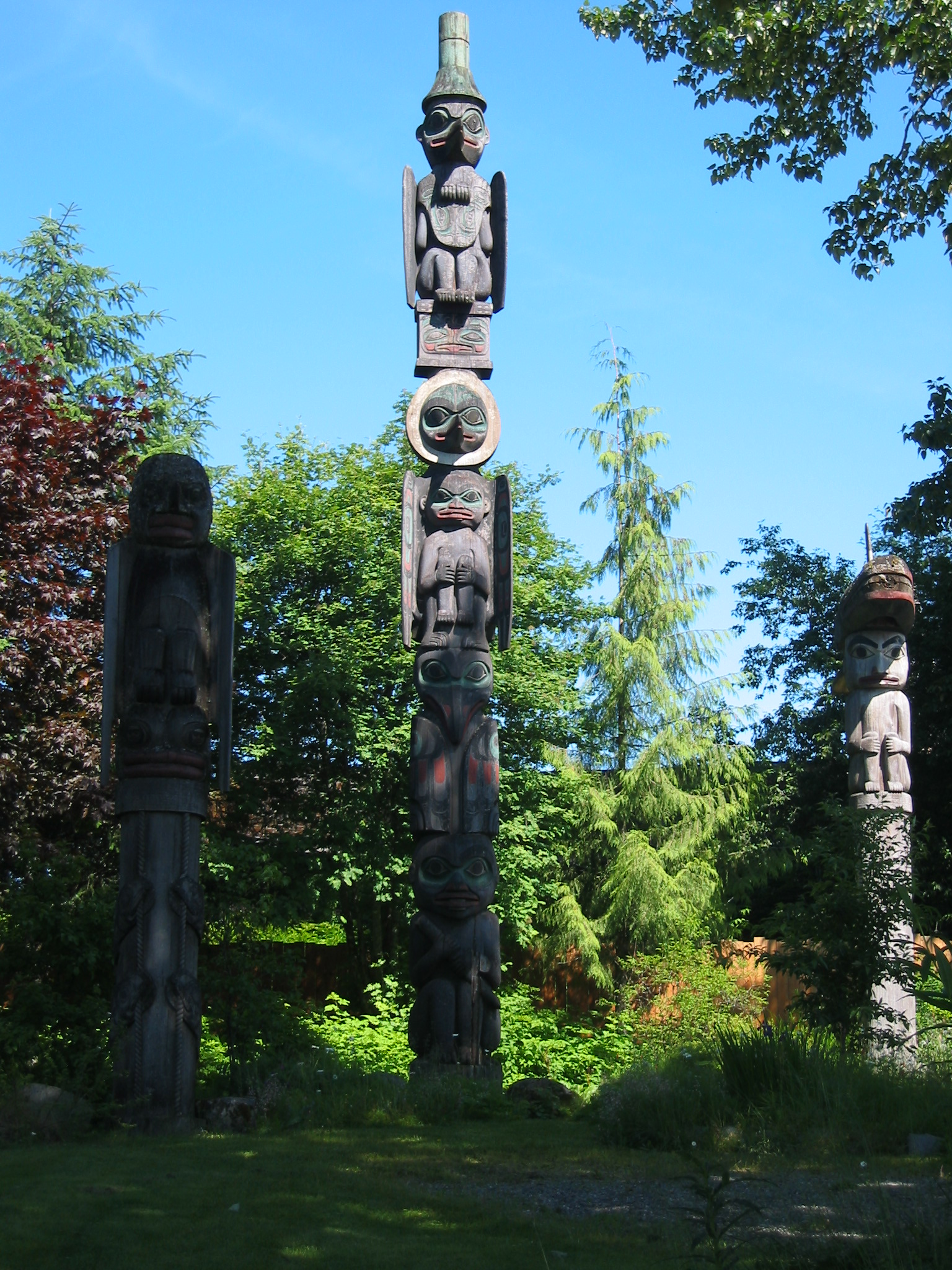
Da esquerda para a direita, o poste do Pescador de Uma Perna Só, o poste do Corvo e o poste da Baleia Assassina em Wrangell, Alasca

Os mastros de totem podem simbolizar personagens e eventos mitológicos ou transmitir as experiências de ancestrais recentes e pessoas vivas. Alguns desses personagens podem aparecer como representações estilísticas de objetos da natureza, enquanto outros são esculpidos de forma mais realista. Os entalhes em postes podem incluir animais, peixes, plantas, insetos e seres humanos, ou podem representar seres sobrenaturais, como o Thunderbird. Alguns simbolizam seres que podem se transformar em outra forma, aparecendo como combinações de animais ou formas parte animal/parte humana. O uso consistente de um personagem específico ao longo do tempo, com algumas pequenas variações no estilo de escultura, ajudou a desenvolver semelhanças entre esses símbolos compartilhados que permitiram que as pessoas reconhecessem um do outro. Por exemplo, o corvo é simbolizado por um bico longo e reto, enquanto o bico da águia é curvo, e o castor é representado com dois grandes dentes frontais, um pedaço de madeira preso em suas patas dianteiras e uma cauda em forma de remo.
Os significados dos desenhos nos totens são tão variados quanto as culturas que os criam. Alguns postes celebram crenças culturais que podem relatar lendas familiares, linhagens de clãs ou eventos notáveis, enquanto outros são principalmente artísticos. Os animais e outros personagens esculpidos no poste são normalmente usados como símbolos para representar personagens ou eventos em uma história; no entanto, alguns podem fazer referência à moiety do proprietário do poste, ou simplesmente preencher um espaço vazio no poste. As representações de línguas empurradas e línguas ligadas podem simbolizar o poder sociopolítico.
As figuras esculpidas se encaixam umas sobre as outras para criar o design geral, que pode chegar a uma altura de 18 m ou mais. As esculturas menores podem ser posicionadas em espaços vazios ou podem ser colocadas dentro das orelhas ou penduradas nas bocas das figuras maiores do mastro.
Algumas das figuras nos mastros constituem lembretes simbólicos de brigas, assassinatos, dívidas e outras ocorrências desagradáveis sobre as quais os nativos americanos preferem manter silêncio... Os contos mais conhecidos, como os das façanhas de Raven e de Kats, que se casou com a mulher urso, são familiares a quase todos os nativos da região. As esculturas que simbolizam esses contos são suficientemente convencionalizadas para serem prontamente reconhecidas até mesmo por pessoas cuja linhagem não os recontou como sua própria história lendária.
As pessoas de culturas que não esculpem totens geralmente presumem que a representação linear das figuras dá mais importância à figura mais alta, uma ideia que se tornou difundida na cultura dominante depois de entrar na linguagem comum na década de 1930 com a frase "low man on the totem pole" (homem baixo no poste totêmico) (e como título de um livro de humor best-seller de 1941 de H. Allen Smith). No entanto, as fontes nativas rejeitam totalmente o componente linear ou invertem a hierarquia, com as representações mais importantes na parte inferior, suportando o peso de todas as outras figuras, ou no nível dos olhos do espectador para aumentar seu significado. Muitos postes não têm nenhum arranjo vertical, consistindo em uma figura solitária no topo de uma coluna não decorada.